# 日安憂鬱
日安憂鬱，又译你好，忧愁（法語：Bonjour tristesse），莎岡於十九歲時（1954年）出版、令其聲名大噪之處女作，獲法國「文評人獎」（Prix des Critiques），廣受世界各地文藝愛情小說讀者讚賞。

## 故事情節
少女瑟西爾生性浪漫不羈，與喪妻多年、同為浪蕩子的父親雷蒙隨心所欲地四處玩樂。父女倆終日出入社交場所，飲酒狂歡，日子過得既熱鬧又盡興，既虛假又空泛。十七歲這年的暑假，她與父親及父親年輕的情婦艾樂莎來到海邊的避暑小屋，認識了英俊青年希里樂。不料父親竟也邀請亡妻的多年好友安娜來到海邊，並忽然公布兩人的婚期。 對新家庭的不安，以及即將憂慮成年後必須面對正規、理性、無趣的普通生活和道德教條，瑟西爾的內心掀起各種交戰，引發了一場情感爭奪和一齣悲劇……

## 影視改編作品
中廣新聞網廣播劇「歸宿」

## 外部連結
- NYT review of the Bonjour Tristesse (film)